# Eriphioides fastidiosa
Eriphioides fastidiosa là một loài bướm đêm thuộc phân họ Arctiinae, họ Erebidae.